# 糕點店

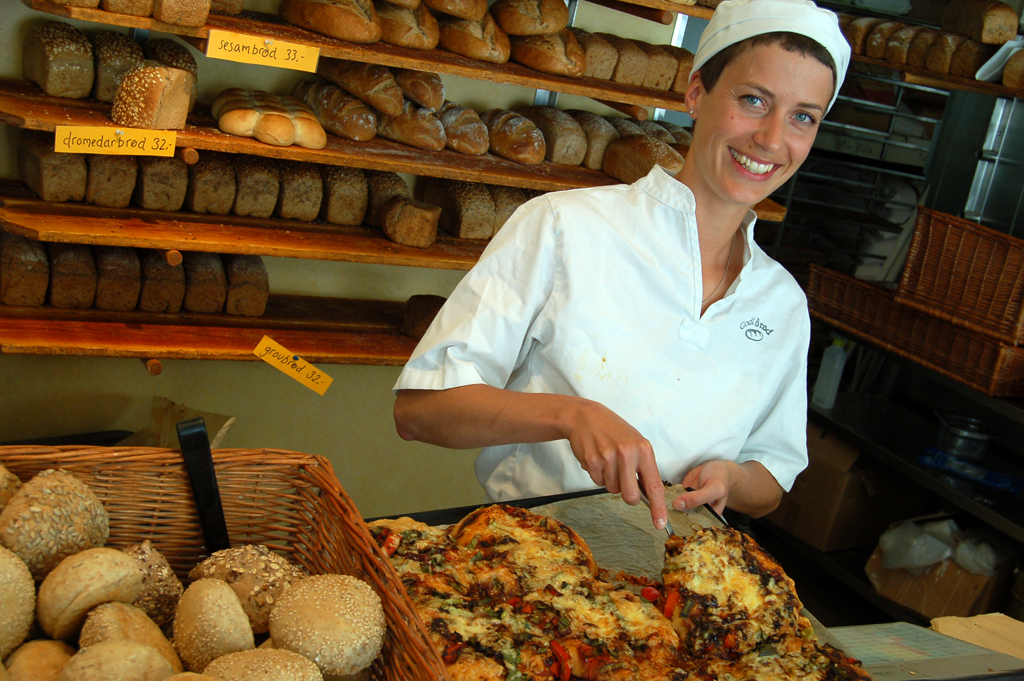
麵包店

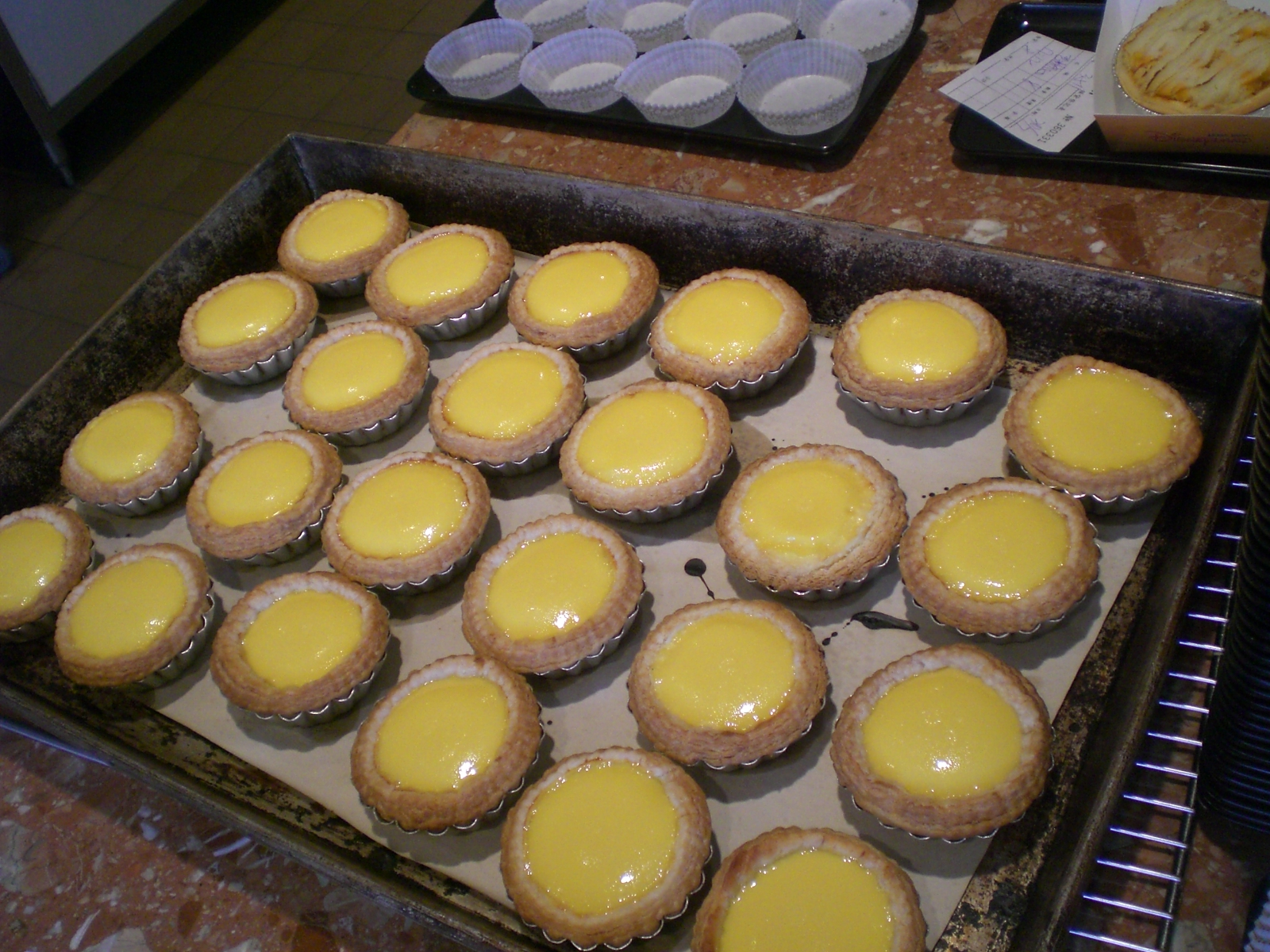
餅店售賣的蛋撻

糕點店，又稱為麵包糕餅店或麵包房（英語：Bakery），是零售糕点或麵包的专门食品店，以售賣麵包為主的可稱為麵包店；以售賣糕餅為主的則稱為餅店或糕点店。
烘焙坊是烘焙师工作的地方，內有焗爐，可以烘焙麵包、蛋糕和曲奇等，有些烘焙坊同時是麵包店，有些烘焙坊會與小型咖啡店合體，有些也會賣馬卡龍等甜點。
有些麵包糕餅店會於店裡生產所售賣之貨品，亦有些會提供飲料及少量座位供客人於店內進食所售賣的食品。在租金昂貴的商業市中心，連鎖店內的糕餅生產，多數是後期生產，即是烘焙這一個工序，而前期生產如搓麵粉、待發酵等多以店外中央工廠進行生產。在中国大陆，传统中式糕点店受西式糕点的冲击，市场逐渐萎缩。